# Danmark ved sommer-OL 1928
Danmark deltager i Sommer-OL 1928. 91 Sportsudøvere, 82 mænd og 9 kvinder fra Danmark deltog i 14 sportsgrene under Sommer-OL 1928 i Amsterdam. Danmark kom på en trettende plads med tre guld-, en sølv- og to bronzemedaljer. 

## Medaljer
| 1928 Amsterdam | Guld | Sølv | Bronze | Total |
| Danmark        | 3    | 1    | 2      | 6     |

## Medaljevindere
| Danmark ved sommer-OL 1928 i Amsterdam | Danmark ved sommer-OL 1928 i Amsterdam                             | Danmark ved sommer-OL 1928 i Amsterdam | Danmark ved sommer-OL 1928 i Amsterdam | Danmark ved sommer-OL 1928 i Amsterdam |
| Medaljer                               | Udøver                                                             | Sport                                  | Øvelse                                 |                                        |
| -------------------------------------- | ------------------------------------------------------------------ | -------------------------------------- | -------------------------------------- | -------------------------------------- |
| Guld                                   | Henry Hansen                                                       | Cykling                                | 168 km landevej                        |                                        |
| Guld                                   | Willy Falck Hansen                                                 | Cykling                                | 1000 meter tempo                       |                                        |
| Guld                                   | Henry Hansen Leo Nielsen Orla Jørgensen Poul Bergenhammer Sørensen | Cykling                                | 168 km landevej, hold                  |                                        |
| Sølv                                   | Niels Otto Møller Peter Schlütter Vilhelm Vett Aage Høy-Petersen   | Sejlsport                              | 6-meterklassen                         |                                        |
| Bronze                                 | Willy Falck Hansen                                                 | Cykling                                | Sprint                                 |                                        |
| Bronse                                 | Michael Michaelsen                                                 | Boksning                               | Sværvægt                               |                                        |

## Links
- http://www.aafla.org/5va/reports_frmst.htm Arkiveret 4. februar 2012 hos  Wayback Machine
- den internationale olympiske komites database for resultater under OL (engelsk)